# Чемпіонат Південної Америки з футболу 1925
Чемпіонат Південної Америки з футболу 1925 року — дев'ятий розіграш головного футбольного турніру серед національних збірних Південної Америки. Турнір відбувався в Буенос-Айресі з 29 листопада по 25 грудня 1925 року. Переможцем вдруге стала збірна Аргентини. 

## Формат
Відбірковий турнір не проводився. Від участі у турнірі відмовились збірні Чилі та Парагваю, зменшивши кількість учасників до трьох, завдяки чому цей турнір став найменшим в історії за кількістю команд. Троє учасників, Аргентина, Бразилія і Парагвай, мали провести один з одним по два матчі за круговою системою. Переможець групи ставав чемпіоном. Два очки присуджувались за перемогу, один за нічиєю і нуль за поразку. У разі рівності очок у двох лідируючих команд призначався додатковий матч.
Всі матчі були зіграні на стадіонах «Спортіво Барракас» та «Міністро Брін» у Буенос-Айресі.

## Підсумкова таблиця
| Збірна    | І | В | Н | П | ГЗ | ГП | Р  | О |
| --------- | - | - | - | - | -- | -- | -- | - |
| Аргентина | 4 | 3 | 1 | 0 | 11 | 4  | +7 | 7 |
| Бразилія  | 4 | 2 | 1 | 1 | 11 | 9  | +2 | 5 |
| Парагвай  | 4 | 0 | 0 | 4 | 4  | 13 | −9 | 0 |

| 29 листопада 1925 |

| Аргентина            | 2–0 | Парагвай |
| -------------------- | --- | -------- |
| Сеоане 2' Санчес 72' |     |          |

| «Міністро Брін», Буенос-Айрес Арбітр: Рікардо Вальяріно (Уругвай) |

| 6 грудня 1925 |

| Бразилія                                          | 5–2 | Парагвай       |
| ------------------------------------------------- | --- | -------------- |
| Філо 16' Фріденрайх 18' Лагарто 30', 52' Ніло 72' |     | Рівас 25', 55' |

| «Спортіво Барракас», Буенос-Айрес Арбітр: Херонімо Рапоссі (Аргентина) |

| 13 грудня 1925 |

| Аргентина                          | 4–1 | Бразилія |
| ---------------------------------- | --- | -------- |
| Сеоане 41', 48', 74' Гарассіні 72' |     | Ніло 22' |

| «Спортіво Барракас», Буенос-Айрес Арбітр: Мануель Чапарро (Парагвай) |

| 17 грудня 1925 |

| Парагвай   | 1–3 | Бразилія                  |
| ---------- | --- | ------------------------- |
| Фретес 58' |     | Ніло 30' Лагарто 57', 61' |

| «Міністро Брін», Буенос-Айрес Арбітр: Херонімо Рапоссі (Аргентина) |

| 20 грудня 1925 |

| Парагвай  | 1–3 | Аргентина                             |
| --------- | --- | ------------------------------------- |
| Соліч 15' |     | Тарасконі 22' Сеоане 32' Іруріета 63' |

| «Міністро Брін», Буенос-Айрес Арбітр: Жоакім Антоніо Лейте де Кастро (Бразилія) |

| 25 грудня 1925 |

| Бразилія                | 2–2 | Аргентина              |
| ----------------------- | --- | ---------------------- |
| Фріденрайх 27' Ніло 30' |     | Серроті 41' Сеоане 55' |

| «Міністро Брін», Буенос-Айрес Арбітр: Мануель Чапарро (Парагвай) |

## Чемпіон
| Чемпіон Південної Америки 1925 |
| ------------------------------ |
| Аргентина 2-й титул            |

## Найкращі бомбардири
6 голів
- Мануель Сеоане

4 голи
- Лагарто
- Ніло

2 голи
- Артур Фріденрайх
- Херардо Рівас